# Olimpíada Internacional de Ciências da Terra
A Olimpíada Internacional de Ciências da Terra (International Earth Science Olympiad, ou IESO) é uma das Olimpíadas Internacionais de Ciências. A competição ocorre anualmente e é destinada a alunos do ensino médio, ela testa a proeficiência dos alunos em matérias como geologia, meteorologia, ciência ambiental, e astronomia terrestre. A primeira IESO foi realizada em outubro de 2007 em Daegu, na Coreia do Sul.

## História
A competição internacional foi adotada como uma das principais atividades da Organização Internacional de Educação de Geociências em 2003. Em novembro de 2004, representantes de dez países se reuniram para discutir o currículo e o formato da IESO. 23 apresentações foram feitas e o Comitê Responsável foi formado com 11 membros. O programa de estudos da IESO foi desenvolvido em 2005 e, em 2007 a primeira competição ocorreu.

## Competição
A competição internacional consiste em um exame teórico e outro prático. O exame escrito contém um conjunto de problemas de ciências da terra que os participantes têm que resolver em até seis horas, e a porção prática consiste em trabalho experimental ou de campo, que também deve ser completado em um tempo cabível. É permitido aos participantes trazer calculadoras não programáveis para as provas. Os exames escritos são realizados e dados nota individualmente, enquanto a porção prática envolve trabalho em grupo.

## Times
Cada time consiste em até quatro estudantes, um reserva, e mentores. Os mentores devem ser especialistas em ciências da terra e/ou educação em ciências da terra e capazes de servir como membros do Júri Internacional. A língua oficial da competição é inglês, e os mentores também devem ser traduzir a prova para seus times. Os estudantes se qualificam para participar da IESO ao ganharem competições nacionais de ciências da terra em seus países.